# Calcul de Regge
En relativité générale, le calcul de Regge est un formalisme permettant de créer des variétés simples (en) d'espaces-temps résultants de l'équation d'Einstein. Ce formalisme a été fondé par le théoricien Tullio Regge au début des années 1960. 
Le calcul de Regge, et ses développements subséquents, sont appliqués dans des domaines tels celui de la gravité quantique.

## Géométrie
Le point de départ des travaux de Regge est que toute variété lorentzienne permet une triangulation. De plus, la courbure de l'espace-temps peut s'écrire en fonction de défaut angulaire (en). Les sommets avec un défaut angulaire positif représentant ainsi une concentration courbes de Gauss « positives », alors qu'un défaut angulaire négatif représente une concentration de courbes de Gauss « négative ».
Le calcul des déficits angulaires peut se faire directement à partir de la variation de longueur des arêtes de la triangulation. Cela revient à dire que le tenseur de Riemann peut être calculé à partir du tenseur métrique d'une variété lorentzienne. Regge a ainsi démontré qu'un aspect de l'équation d'Einstein peut être reformulé sous la forme d'une restriction de ces déficits angulaires. Il a par la suite montré comment cela peut être appliqué pour développer un spacelike hyperslice. Ces développements peuvent être appliqués, notamment, dans le domaine de la relativité numérique (en) afin de simuler, entre autres, la collision de deux trous noirs.